# Martin Lelièvre
Pour les articles homonymes, voir Lelièvre.
Martin Lelièvre, né le 20 mai 1988[réf. nécessaire], est un joueur de kayak-polo international français.
Il participe en 2008 au championnat de France N1 dans l'équipe de Thury-Harcourt.

## Sélections
Sélections en équipe de France espoir
- Championnats d'Europe 2005 : Médaille d'argent [1]
- Championnats du monde 2008 : Médaille d'argent [2]

Il remporta 2 médailles d'or en équipe de France la première en 2006, au championnat du monde et la seconde au championnat d'europe en 2007.